# Paul Youssef Matar
Paul Youssef Matar – duchowny maronicki, w latach 1996–2019 arcybiskup Bejrutu.

## Życiorys
Święcenia kapłańskie przyjął 5 czerwca 1965. 7 czerwca 1991 został mianowany biskupem pomocniczym Antiochii ze stolicą tytularną Tarsus dei Maroniti. Sakrę biskupią otrzymał 3 sierpnia 1991. 8 czerwca 1996 objął rządy w archidieparchii bejruckiej.